# Parada de Lucentum (TRAM Alicante)
Lucentum es una parada del TRAM Metropolitano de Alicante donde prestan servicio y se conectan las líneas 1, 3, 4 y 5. Está situada en el barrio de Albufereta.

## Localización y características
Se encuentra ubicada entre las calles Virgilio y Diana, desde las que se accede. En esta parada se detienen los tren-tram de la línea 1 y los tranvías de las líneas 3, 4 y 5. Dispone de tres andenes, tres vías y una zona anexa de aparcamiento para vehículos.

## Líneas y conexiones
| << Cabecera    | < Estación | Línea | Estación >    | Cabecera >>        |
| -------------- | ---------- | ----- | ------------- | ------------------ |
| Luceros        | La Isleta  |       | El Campello   | Benidorm           |
| Luceros        | Albufereta |       | Condomina     | Campello           |
| Luceros        | Albufereta |       | Miriam Blasco | Plaza de La Coruña |
| Puerta del Mar | Albufereta |       | Miriam Blasco | Plaza de La Coruña |

Enlace con la línea de bus urbano TAM (Masatusa): Línea 9, Av. Óscar Esplá-Playa San Juan (Avda. Naciones).